# بي بو با
بي بو با (باليابانية: ネットゴースト، بالروماجي: Net togōsuto) تُلفظ نيت توگوستو (بالإنجليزية: pi po pa)‏ هو مسلسل أنمي تلفزيوني من إنتاج استوديو هيباري ،تدور أحداث هذا المسلسل عن فتى يدعى يوتا أكيكاوا (باليابانية: 秋川 勇太) تمّام الذي خاف من أجهزة الحاسوب. تنتقل عائلته إلى مدينة كاميماي Kamimai وهي متقدمة من الناحية التكنولوجية حيث تعمل والدته. وقال أنه يتلقى رسالة مشفرة غامضة من مصدر مجهول. عندما يقوم بفتحها يُنقل إلى عالم الوورلد نت أو عالم الحاسوب حيث يلتقي بثلاثة أطياف وهمピット بيت, ポット بوت، وパット بات اللذين يصفهم يوتا تمام بـ PI PO PA وبالتدريج فهم يوتا تمام أن هذا العالم عالم الشابكة مرتبط بالعالم الحقيقي من كل الجهات في الهواتف الخلوية وأجهزة الكومبيوترات الخارجية فيقرر يوتا تمام أن يخفي هذا الاكتشاف عن عائلته وأصدقائه وأن يستخدمه لمساعدة من يحتاج المساعدة وحفظ الأعطال التكنولوجية والحوادث الزئدة. لكن مع الوقت يكتشف وحوش وفيروسات، ثم يكتشف انه ليس الإنسان الوحيد هناك ومع الوقت يأتينأ 2 من أصدقائه ويساعدونه وكل منهم لديه طيفه الخاص.

## الشخصيات

### يوتا أكيكاوا 秋川 勇太
في الدبلجة العربية تمام
يوتا هو صبي المدرسة الذي يخاف من أجهزة الكمبيوتر، ولكن هو مولعا علم الفلك. في إحدى الأيام وجد نفسه داخل هاتفه المحمول حيث إلتقى بيت، بوت, وبات وبدات مغامراتهم وقال انه يحمي الشبكة العالمية جنبا إلى جنب مع البي بو با.

### بيتو (ピット)
في الدبلجة العربية بيت
هو طيف الشابكة صاحب اللون الأحمر وهو من يستطيع أن يتحول إلى عدة أشكال حسب الضرورة ومنها (سيارة، طائرة, وجسم غريب) وهو أكثر من يكره أن ينادى هو وصديقيه باسم (بي بو با)

### بوتو (ポット)
في الدبلجة العربية بوت
هو طيف الشابكة صاحب اللون الأصفر وهو أكثر من يحب تناول الطعام في المجموعة. دائماً يكون في حالة جوع وهو يمكنه أن يتحول إلى بضعة أشكال مثلما يتحول بيت (كما قيل عنه).

### باتو (パット)
في الدبلجة العربية بات
هو طيف الشابكة صاحب اللون الأزرق وهو خبير الحواسيب في المجموعة كما أنه المختص في إيجاد نقاط الضعف في وحوش الشابكة لمساعدة أصدقائه وإعادتهم إلى أطياف شابكة عاديين.

### هيكارو سوفو 祖父江 ひかる
في الدبلجة العربة بانا
هو الشخص الأول الذي صادق تمام عندما انتقل إلى المدرسة في مدينة كاميماي. وهي التي تقول أن تمام هو في الغالب الذي يظهر في معظم برامج الحاسوب دون أن تعرف السبب أصبحوا زملاء في المدرسة في نهاية المطاف. تمكنت هيكارو في نهاية المطاف من إقناع تمام في إدخالها معه إلى عالم الشابكة ثم تمكنت من الدخول وحدها بمساعدة طيفها وهو إيكولون

## روابط خارجية
- بي بو با على موقع ANN anime (الإنجليزية)

https://www.youtube.com/channel/UCHXzbAXsV0Cc6IfdRkal93g/videos